# Parroquia San Rafael (Delta Amacuro)
La parroquia San Rafael o simplemente San Rafael es una de las 8 divisiones administrativas (parroquias civiles) en las que se encuentra organizado el Municipio Tucupita del Estado Delta Amacuro, al este del país sudamericano de Venezuela.

## Historia
El territorio fue explorado y colonizado por los españoles y formó parte de la Capitanía General de Venezuela desde 1777. En la Venezuela independiente formó parte del Cantón Piacoa entre 1830 y 1856. Entre 1884 y 1991 formó parte del Territorio Federal Delta Amacuro siendo también parte del Distrito Tucupita  y desde 1992 el sector es una de las parroquias del Estado Delta Amacuro.

## Geografía
El área es atravesada por el Río Morichal Largo y el Caño Manamo, tiene una superficie estimada en 78900 hectáreas (equivalentes a 789 kilómetros cuadrados) por lo que posee un área similar a la de países como Dominica o Singapur. Posee una población de 20.260 habitantes según estimaciones de 2018. Su capital es la localidad de San Rafael (Tucupita). Limita al norte con la Parroquia Virgen del Valle y el Municipio Pedernales, al este una vez más con la Parroquia Virgen del Valle y la Parroquia José Vidal Marcano, al sur con la Parroquia San José y el Estado Monagas, y al oeste de nuevo con esta última entidad federal.

### Lugares de interés
- San Rafael
- Río Morichal Largo
- Caño Manamo
- Caño Pedernales
- La Florida (Tucupita)
- San Rafael de Chaguaramal¨
- Ceiba Mocha
- Clavellina
- Aeropuerto Capitán de Navío Antonio Díaz